# Sandra Swierczewska
Sandra Swierczewska (* 21. August 1988 in Krakau in Polen) ist eine österreichische Schwimmerin.
Swierczewska ist die Tochter des ehemaligen polnischen Fußballspielers Marek Świerczewski. Seit 2000 ist Sandra Swierczewska österreichische Spitzenschwimmerin. Schon in ihren jüngsten Jahren hat man ihr Talent für Brustschwimmen entdeckt. Im Alter von zwölf Jahren wurde Swierczewska polnische Jugend-Vize-Staatsmeisterin. Seit 2008 trainiert sie im Verein SC Austria Wien. Sie wird von Trainer Željko Jukić trainiert. Bei den Kurzbahneuropameisterschaften 2009 erreichte sie den Platz 12. Sie schwimmt in den Brust- und den Lagendisziplinen. Swierczewska wurde 2010 österreichische Staatsmeisterin über 200 m Brust und Vize-Staatsmeisterin über 100 m Brust.